# Mitterling-Gletscher
Der Mitterling-Gletscher ist ein Gletscher an der Foyn-Küste des Grahamlands auf der Antarktischen Halbinsel. Er fließt zwischen Mount Vartdal und Mount Hayes in nördlicher Richtung zum Mill Inlet.
Das UK Antarctic Place-Names Committee benannte ihn 1976 nach dem US-amerikanischen Historiker Philip I. Mitterling, Autor des Buchs America in the Antarctic to 1840 aus dem Jahr 1959.